# Ancistrus verecundus
Ancistrus verecundus är en fiskart som beskrevs av Fisch-muller, Cardoso, da Silva och Vinicius Araújo Bertaco 2005. Ancistrus verecundus ingår i släktet Ancistrus och familjen Loricariidae. Inga underarter finns listade i Catalogue of Life.